# Toni Conceição
António da Conceição Silva Oliveira (Maximinos, Portugal, 6 de Dezembro de 1961), conhecido como Toni Conceição, é um antigo jogador  de futebol português, que jogava como lateral-direito, e  treinador de futebol.

## Carreira como jogador
Nascido em Maximinos, na cidade de Braga, Toni jogou uma década inteira como profissional, estreando-se na Primeira Divisão com o SC Braga. Em 1984, ele ajudou o FC Vizela a alcançar a Primeira Divisão pela primeira vez na história do clube.
Posteriormente, Conceição voltou a Braga. Ele jogou em 36 melhores jogos na sua melhor temporada, em 1987-88, ajudando a sua equipa a chegar à 11ª posição enquanto actuava como capitão.
Conceição assinou contrato com o FC Porto no verão de 1989. Após apenas um jogo oficial em dois anos, ele retirou-se dos relvados aos 29 anos, retornando posteriormente, no final da década, ao futsal. Ele teve uma aparição pela Seleção Portuguesa de Futebol, jogando 90 minutos num amigável contra a Suécia em Gotemburgo, a 12 de outubro de 1988.
 

## Carreira como treinador
Na época 2007/2008 levou o Clube Desportivo Trofense ao escalão principal do futebol português, o que agradou aos responsáveis do clube, confiando no seu trabalho para a época seguinte.
Após 3 jornadas da Liga Sagres somando apenas derrotas, Toni e a direcção do Clube Desportivo Trofense por mútuo acordo rescindiram o contrato que o ligava ao clube.
Em Abril de 2009 foi anunciado com treinado do CFR Cluj, do campeonato romeno, permanecendo até Novembro do mesmo ano.
Em Dezembro de 2009 Antonio Conceição passou a ser o treinador do Belenenses.
Na época 2010/2011 regressou à Roménia para treinar o Braşov, clube que conseguiu salvar da descida de divisão. Apesar de ter renovado contrato com o clube no final dessa época, viria a rescindir pouco tempo depois. Seguiu-se o Astra Ploieşti na época 2011/12.
A 16 de Outubro de 2012 "Toni" aceitou o convite de António Salvador para voltar a uma casa que bem conhecia: o Sporting Clube de Braga B assumindo o comando técnico da equipa quando esta se encontrava em lugares de despromoção e dando novo fôlego à equipa.
Terminou a sua ligação ao clube no final da época 2012/13, após uma recuperação notável que levou a equipa à 16ª posição (em 22), demonstrando vontade em treinar equipas a Primeira Liga.

António Conceição de seguida treinou Moreirense e Olhanense, antes de ingressar no CFR Cluj na época 2015/16 de onde saiu no final da época. Passou pelo Nea Salamnina e Penafiel antes de regressar ao CFR Cluj. 

Em 2018/19, António Conceição sagra-se campeão nacional romeno pelo Cluj.

Entre 2019 e Março 2022, Anónio Conceição treinou a selecção dos Camarões. Na selecção Camaronesa, António Conceição alcançou o terceiro lugar da CAN e levou a selecção ao play-off de qualificação para o Mundial 2022. Em 23 jogos disputados, António Conceição apenas perdeu 3.

## Títulos

### Jogador
FC Porto
- 1ª Divisão 1989–90

### Treinador
Trofense
- Segunda Liga de 2007–08

Cluj
- Liga Romena: 2009–10, 2018–19
- Taça da Roménia: 2008–09, 2009–10 e 2015–16
- SuperTaça da Roménia: 2009

Moreirense
- Segunda Liga de 2013–14